# Dušan Simović
Dušan Simović (28 de Outubro de 1882 - 26 de Agosto de 1962) foi um general iugoslavo que serviu como chefe da Força Aérea, como Comandante-em-chefe do Exército Real Iugoslavo e como o primeiro-ministro da Iugoslávia.

## Vida e Carreira
Simović nasceu em Kragujevac. Formou-se na Academia Militar em Belgrado em 1900, foi promovido em 1905 e serviu na Guerra dos Balcãs e na Primeira Guerra Mundial. Depois da Primeira Guerra Mundial, ele se envolveu intensamente com aviação e com defesa antiaérea, servindo como chefe da Força Aérea até 1938. Simović pediu ao governo para aceitar seu plano de urgência em caso de ataque da Alemanha Nazista e, quando seu plano foi rejeitado, ele participou no Golpe de Estado contra Dragiša Cvetković. 
Após o golpe, foi alçado ao cargo de Primeiro-Ministro e reafirmou suas intenções de cumprir as obrigações como membro do Eixo, mas o governo da Alemanha Nazista não confiou nele e invadiu a Iugoslávia em 6 de Abril de 1941. Simović fugiu do país com sua família. Depois da libertação e da formação da Segunda Iugoslávia, ele voltou a Belgrado e tornou-se autor de livros sobre questões militares. Ele morreu em Belgrado.